# Kōhai
Kōhai (Jap. 後輩) ist der japanische Begriff für jemanden, der nach einem selbst in eine Organisation eingetreten ist. An der Universität ist damit ein Erstsemester für einen Drittsemester ein Kōhai. Der Begriff wird an der Schule, an der Universität, in Unternehmen und in Sportvereinen verwendet: überall dort, wo eine hierarchische Gruppenorganisation existiert. Im Kampfsport ist der Begriff auch außerhalb Japans gebräuchlich.
Das Gegenstück zum Kōhai ist der Senpai. Die Dauer der Zugehörigkeit hat dabei Vorrang vor dem Lebensalter, ein 22-jähriger Erstsemester wäre trotzdem der Kohai eines 19-jährigen Drittsemesters.
Aufgabe des Senpai ist, den Neulingen Orientierung und Ratschläge zu geben und eine Vorbildfunktion auszuüben. Außerdem wird vom Senpai erwartet, dass er zahlt, wenn man gemeinsam trinken geht. Andererseits wird vom Kōhai erwartet, dass er dem Senpai Respekt erweist. In Sportvereinen geht das teilweise so weit, dass der Kōhai aufs Wort zu gehorchen hat, und grenzt an absichtliche Schikanierung.
Im Gegensatz zum Senpai ist Kōhai keine Respektsperson und der Begriff Kōhai wird zwar Dritten gegenüber zur Beschreibung einer hierarchischen Beziehung, aber nicht als Anrede verwendet. Man verwendet stattdessen -kun oder -san.